# Фердинанд Фабіян Плятер
Фердинанд Фабіян (Фабіан) Плятер гербу власного (пом. 22 липня 1739) — державний діяч Великого князівства Литовського та Речі Посполитої, інфлянтський конюший (1696—1713) і підкоморій (1713—1731), підкоморій вількомирський (1731—1735), ловчий великий литовський (1735—1739), маршалок надвірний литовський (1739); староста йодканський (1738—1739).

## Життєпис
Фердинанд Фабіян (Фабіан) народився близько 1678 року чи на початку 1680-х років. Був третім сином Яна Анджея (чи Яна Генріха) Плятера, пізніше — воєводи інфлянтського, та Людвіки Марії з Ґротусів. Мав 5 братів і 4 сестри. У польських дослідженнях іноді невірно називається Фердинандом Вільгельмом Міхалом (Міхаелем).
1696 року став конюшим інфлянтським. 8 серпня 1713 року був призначений на посаду підкоморія інфлянтського. 22 лютого 1731 року отримав посаду підкоморія вількомирського, обіймав її до 1735 року.
Під час елекційного сейму 1733 року Фердинанд Фабіян Пдятер проголосував від Віленського воєводства за кандидатуру Станіслава Лещинського, проте незабаром підтримав Августа III і взяв участь у проавгустівській Варшавській конфедерації, створеній 5 жовтня того ж року. Був обраний до складу посольства до Дрездена, яке мало офіційно повідомити Августа про обрання його польським королем, проте через хворобу не взяв у ньому участі. 6 січня 1734 року підписав pacta conventa Августа III Фрідріха в Тарновських Ґурах. Тоді ж призначений генеральною радою Варшавської конфедерації її вількомирським консулом (радником).
За заслуги перед двором 27 січня 1735 року був номінований на посаду ловчого великого литовського.
Був послом від Вількомирського повіту на сейм 1735 року. Був також послом на сейм 1738 року.
Від 30 травня 1738 року отримав староство йодканське в Вількомирському повіті.
31 березня 1739 року був призначений маршалком надвірним литовським. Проте, ймовірно, він не встиг обійняти цю посаду, бо помер 22 липня цього ж року. Урочисті похорони відбулися в костелі Місіонерів (тепер — костел Вознесіння Господнього) у Вільні між 14 і 28 лютого 1740 року.

## Сім'я
Фердинад Фабіян Плятер був одружений зі своєю двоюрідною сестрою Ядвіґою Ельжбетою, донькою інфлянтського воєводи Фабіяна Плятера. Подружжя було бездітним. Маєтності успадкували його племінник Ян Людвік, син Фабіяна, з дружиною та племінниця Емеренція Людвіка, донька Александра Константія

## Маєтності й фундації
Володів маєтностями Куркле (тепер — Куркляй) у Вількомирському повіті.
Фердинанд із дружиною фундували позолочений амвон, оздоблений різьбою по дереву, для костелу Місіонерів у Вільні, який 18 червня 1730 року освятив віленський суфраган Єжи Казимир Анцута